# Nelson Gidding
Nelson Roosevelt Gidding (Nova Iorque, 15 de setembro de 1919 — Santa Mônica, 2 de maio de 2004) foi um roteirista norte-americano especialista em adaptações cinematográficas.